# Przegląd Rusycystyczny
Przegląd Rusycystyczny – kwartalnik wydawany pod patronatem Polskiego Towarzystwa Rusycystycznego (PTR). Ukazuje się od roku 1978.
Pierwszym redaktorem naczelnym był doc. dr Olgierd Spirydowicz (do 1991, zeszyt 1–2), kolejnym prof. Wanda Zmarzer (1991–1999), obecnym zaś – prof. Piotr Fast (od 2000). Komitetowi Redakcyjnemu (do 1987 – Radzie Redakcyjnej) przewodniczyli: 1978–1982 – prof. Mścisław Olechnowicz, (1983–1984 wakat), 1985–1987 – prof. Bazyli Białokozowicz, 1988–1996 prof. Antoni Semczuk, 1997–1999 – prof. Piotr Fast, 2000–2019 ponownie prof. Antoni Semczuk, od nr. 3. z roku 2019 – prof. Tadeusz Klimowicz.
Początkowo kwartalnik adresowany był głównie do środowiska nauczycieli języka rosyjskiego w szkołach średnich i wyższych oraz pełnił funkcje popularyzatorskie, związane z działalnością PTR, natomiast od połowy lat osiemdziesiątych stał się pismem stricte naukowym. Artykuły programowe redakcji ukazały się w numerach 1978/1, 1991/3-4, 2000/1.
Kwartalnik publikuje teksty w językach: polskim, rosyjskim i angielskim. Poświęcone są głównie tematyce literaturoznawczej, językoznawczej, metodycznej, translatorycznej, kulturologicznej. Stałymi rubrykami pisma są: Artykuły, Recenzje i Sprawozdania. Autorzy to naukowcy z Polski, Europy i Ameryki. W ostatnich latach tradycją stały się zeszyty monograficzne (np. 2006/2: „Radykalne nurty w kulturze rosyjskiej XX wieku”; 2006/3: „Czeskie językoznawstwo rusycystyczne”; 2007/4: „Poetics of Russian Popular Culture”; 2008/2: „Meandry kultury wieku minionego”; 2008/4: „Problemy współczesnej frazeologii”; 2009/2: „Teoria i metodologia współczesnych badań rusycystycznych”; 2011/1: „Мировая культура в творчестве Гоголя и Гоголь в мировой культуре”; 2011/2: „Оттепель и шестидесятники”; 2012/1–2: „Rosja i Rosjanie w polskiej świadomości społecznej i literackiej XX i XXI wieku”); 2013/2: „Współczesna literatura rosyjska: strategie pisania i czytania”; 2015/1: „Przestrzeń we współczesnym dramacie i teatrze rosyjskim”; 2015/2: „Польская русистика в период трансформации”).
Numery archiwalne od roku 2006 dostępne są w formacie pdf na stronie internetowej czasopisma.
Od 1999 wydawana jest Biblioteka „Przeglądu Rusycystycznego”, publikująca monografie naukowe, tłumaczenia i prace zbiorowe z dziedziny rusycystyki (w latach 1999–2018 ukazało się 30 tomów).
„Przegląd Rusycystyczny” umieszczony jest na European Research Index in Humanities z kategorią C (NAT). Od roku 2020 publikacje w kwartalniku indeksowane są w bazie danych Scopus.